# Полосатая гиена
Полоса́тая гие́на (лат. Hyaena hyaena) — типичный представитель семейства гиеновых. Единственная из гиеновых, которая встречается за пределами Африканского континента. Водится во всей северной Африке, в значительной части Азии от Средиземного моря до Бенгальского залива. Обычна в Северо-Западной и средней Индии, становится реже к югу и отсутствует на Цейлоне, равно как и во всех странах, лежащих далее на восток; в Африке южнее Сахары местами также обычна, но к югу региона становится редка. Её ареал практически не пересекается с ареалом африканской пятнистой гиены. Заселяет южную и восточную Турцию, Иран, Пакистан, Афганистан, Непал, весь Аравийский полуостров, доходя до Тибета и Джунгарии.
На территории бывшего СССР встречается в Армении, Туркмении, Таджикистане, Узбекистане, Казахстане и Азербайджане, но всюду очень редка и охраняется. Занесена в Красную книгу. Полосатые гиены обитают в приграничной зоне Узбекистана с Таджикистаном, их численность здесь оценивается от 20 до 30 особей.
В раннеисторическое время водилась в Южной Европе и в Поволжье. Ещё в Средние века она была вполне обычным зверем в Малой Азии, где сейчас редка. 

## Внешний вид
Полосатая гиена — довольно крупное животное. Высота в холке — до 80 см, вес самцов до 55—60 кг, в исключительных случаях 90 см и 70 кг соответственно, но обычно гораздо меньше. Самцы крупнее самок. Высота передней части довольно короткого тела подчёркивается гривой из грубых жёстких волос длиной до 30 см, в то время как длина шерсти на других участках тела не более 7 см. Шерсть гиены грубая, прямая.

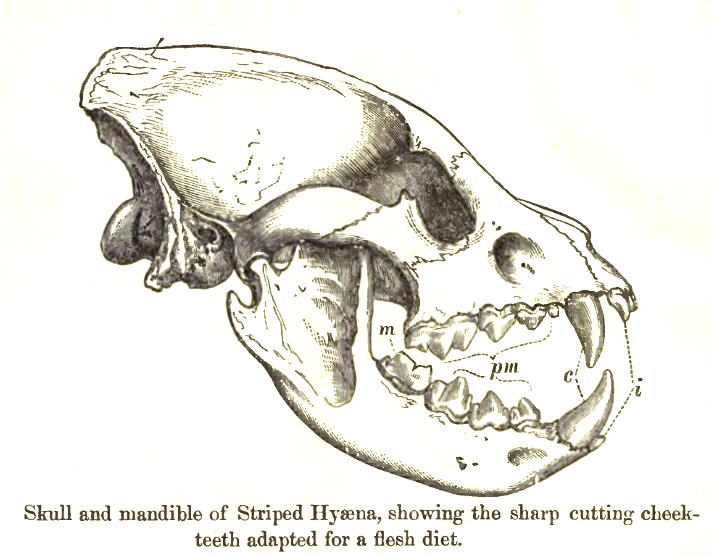
Череп полосатой гиены. Обратите внимание на колоссально развитые хищнические зубы.

Лапы сильные, искривлённые, передние длиннее задних, и линия спины сильно понижается к крупу. На ходу гиена ещё больше опускает зад, будто волочит его. Как на передних, так и на задних ногах по 4 пальца, которые всегда тесно соединены. Шея короткая, мощная. Голова массивная, с тяжелой нижней челюстью и большими, широкими, заострёнными ушами. Бросается в глаза сильное развитие жевательных мышц, из-за чего череп кажется очень широким. Зубы исключительно мощные, способные разгрызать самые крупные кости; клыки огромные. Зубов 34 (для сравнения — у семейства собачьих 40—42).
Голос гиены слышится редко. В основном это разнообразное ворчание, рычание и грубый сиплый вой — ничего похожего на известный «хохот» пятнистой гиены.

## Места обитания
Полосатая гиена предпочитает предгорья с сухими руслами, промоинами, оврагами, скалистыми ущельями и лабиринтами пещер. Живёт в невысоких глинистых возвышенностях с пустынной и степной растительностью, поросших на отдельных участках фисташкой и можжевельником. Охотно населяет участки, поросшие густым кустарником. Избегает высоких гор и обширных лесов. Местами встречается в песчаной пустыне, но при этом источник воды должен находиться в пределах 10 км. Предпочитает малонаселённую безлюдную местность, однако иногда посещает сады, виноградники и бахчи. Гиены не встречаются в областях, где бывает устойчивый снеговой покров, и плохо переносят высокую влажность. Полосатая гиена часто встречается вблизи поселений.

## Образ жизни и поведение
Полосатая гиена — преимущественно ночное животное, хотя изредка бродит и днём. Долгое время считалось, что полосатые гиены, в отличие от пятнистых, одиночные животные, но современные исследования показывают, что полосатые гиены живут небольшими стаями, обычно состоящими из одной самки, её потомства и нескольких самцов. Питаются по большей части падалью. Часто гиены довольствуются голым скелетом копытных, дочиста обглоданным другими падальщиками — в этом случае выручают мощные челюсти, благодаря которым гиены легко разгрызают любые кости. Можно сказать, что за вычетом питания падалью полосатая гиена практически всеядна — она ловит любую живность, с которой в состоянии справиться и которую может догнать, ест насекомых, разоряет наземные гнёзда птиц. Весной в Средней Азии и Азербайджане во время выхода из яиц черепах гиена переключается почти полностью на них. Панцирь даже большой черепахи — не проблема для зубов гиены. Кроме того, гиена, подобно шакалу, может собирать отбросы.

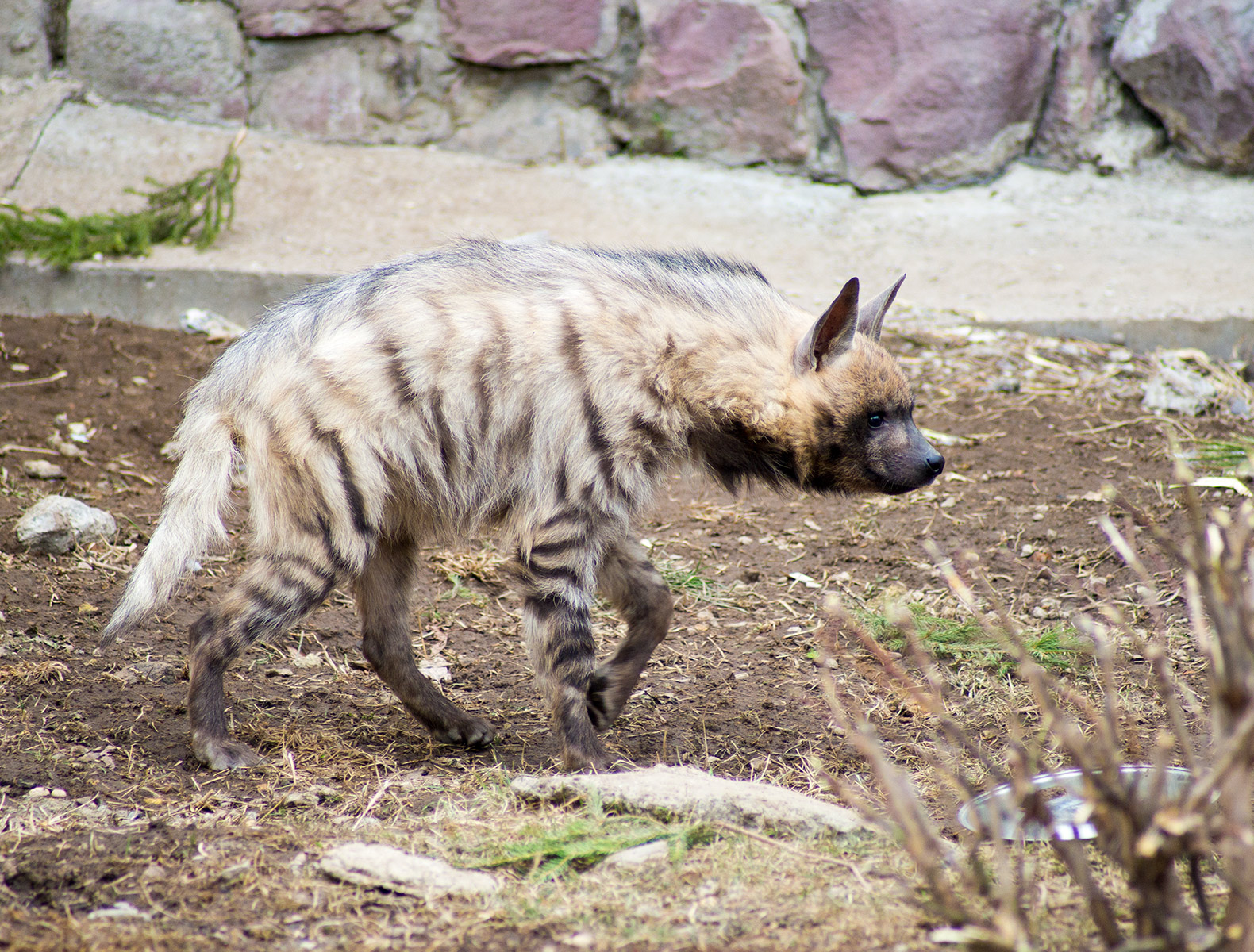
Молодая гиена

Растения составляют немаловажную часть рациона. Гиены охотно едят много видов сочных растений, но особенно любят дыни и арбузы, для чего совершают набеги на бахчи. Едят орехи и семена. Наевшись, гиены часто спят возле места кормёжки.
На севере ареала спаривание происходит в январе—феврале, а в более жарких странах (Африка) не приурочено к определённому сезону. Аналогичная картина бывает в зоологических садах, где самки на протяжении года могут приносить 3 помёта. Беременность занимает 90—91 день. В выводке насчитывается 2—4 слепых детёныша, которые прозревают через неделю или чуть больше. В их воспитании, по-видимому, участвуют оба родителя, хотя в неволе самцы гиен могут съесть выводок. Половой зрелости молодые гиены достигают на 3—4-м году.
Семьи существуют на протяжении ряда лет и состоят из самца, самки и одного-двух, реже трёх подросших молодых, которые остаются с родителями не менее года. Такая семья может жить изолированно от сородичей, но также две-три семьи могут обитать неподалёку друг от друга, при этом каждая семья имеет несколько своих «городков». В семье гиены проявляют общительность и дружелюбие, не свойственные гиене при взаимоотношениях с другими животными.

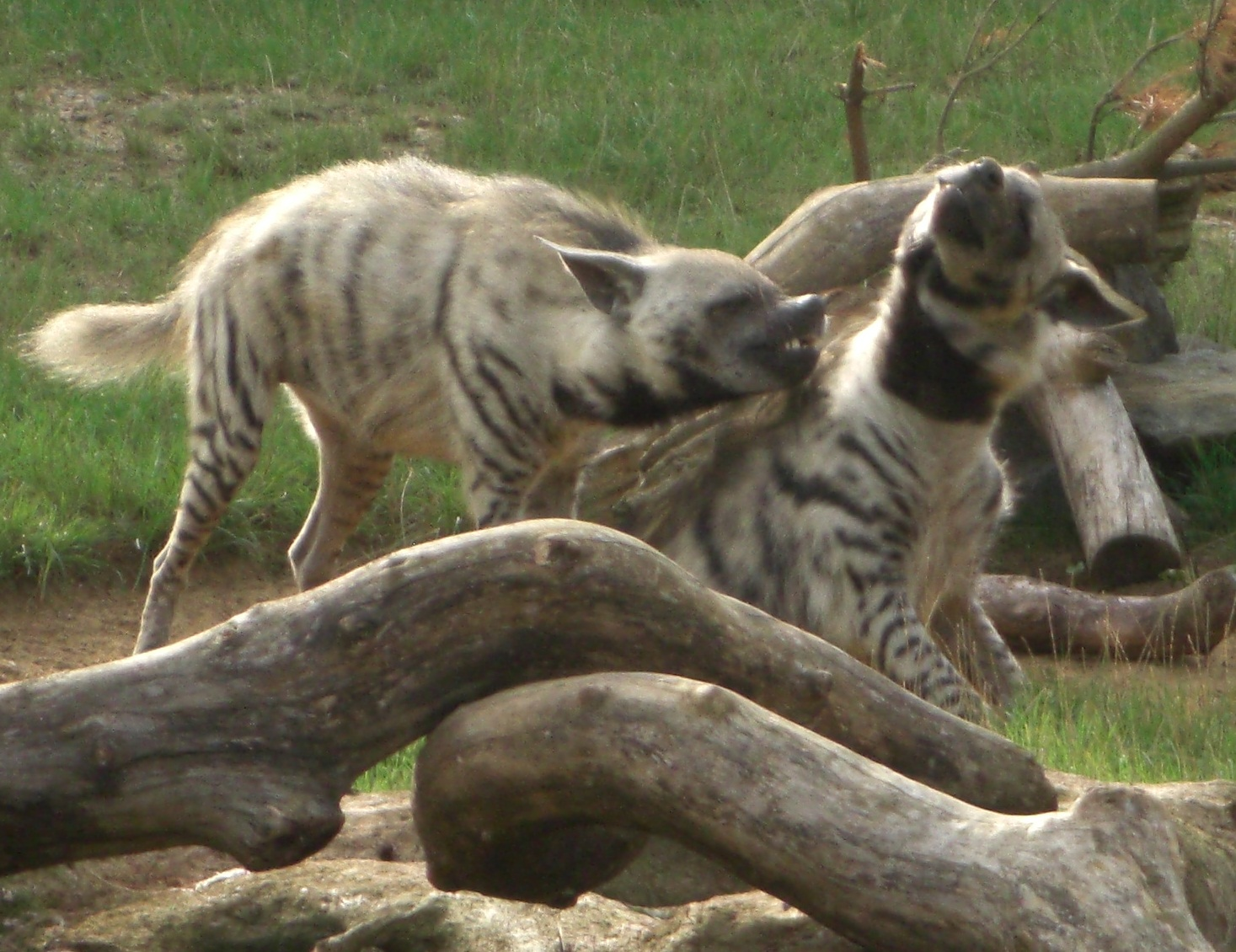
Гиены очень доброжелательны к членам своей семьи (зоопарк г. Колчестер, Англия)

«Городком» называют наиболее интенсивно используемую часть участка обитания семьи: несколько нор, «трапезную», «уборные», пылевые «ванны», лёжки, места ночлега. Площадь «городка», в зависимости от количества нор и расстояния между ними, может быть от 50 до 2000 м². Величина же всего участка обитания отдельных семей составляет 40—70 км² и во многом определяется наличием, качеством и количеством пищи, водопоев и убежищ.
Пространственные взаимоотношения особей регулируются и определяются посредством вокализации и пахучих меток. Маркировка границ всего участка обитания у гиен не отмечена, зато отмечается повышенная маркировочная активность в районе «городка» и, далее, в радиусе 2—3 км от него.
Гиены часто тащат добычу в логово и поедают уже там. Логово гиены очень неопрятно, оно обычно сильно захламлено остатками еды, осколками костей. Тяжёлый гнилостный запах чувствуется на большом расстоянии от обиталища полосатой гиены. От самой гиены тоже исходит сильный отталкивающий запах.
Естественных врагов у гиены немного, хотя молодняк может стать жертвой даже крупных хищных птиц. В Африке взрослых гиен часто душит лев. Вообще, львы испытывают к гиенам (это касается не только полосатой гиены, а всех гиен вообще) сильную, не совсем понятную ненависть и стараются давить их при любом удобном случае. В Африке отмечались случаи гибели гиен от ударов ног страуса при попытке похитить страусиные яйца или птенцов, а также от нападений крокодилов и леопардов.
Гиена — робкое и трусливое, но одновременно нахальное животное. Приручается она легко, особенно если это детёныш, ручных гиен можно дрессировать и содержать с собаками. Большая часть сведений о поведении и образе жизни полосатой гиены получена благодаря наблюдениям в вольерах. В природе наблюдать полосатую гиену сложно из-за её редкости, осторожного поведения и труднодоступности мест обитания.

## Гиена и человек
В принципе, полосатая гиена может приносить известный вред крестьянам. Непосредственный ущерб от неё иногда бывает довольно велик — гиена способна утащить ягнёнка или курицу, попортить сад в поисках плодов, съесть фрукты, разложенные для сушки, или вяленую рыбу. В странах с интенсивным растениеводством гиены, чтобы напиться, часто перекусывают шланги, по которым вода поступает к грядкам. Но в целом, в силу малочисленности, гиена не способна сильно вредить крестьянским хозяйствам. Сведения о нападении крупных гиен на людей не подтверждены наукой и относятся скорее к народному творчеству. Однако, загнанная в угол (например, затравленная собаками или попавшая в ловушку) полосатая гиена часто оказывается опасной — её мощные челюсти могут одним движением отхватить пальцы. Впрочем, в большинстве случаев гиена, попав в безвыходное положение, не сопротивляется, а притворяется мёртвой и «оживает» при исчезновении опасности.
Как объект охоты гиена не представляет совершенно никакого интереса — мясо её не употребляется в пищу, а редкий грубый мех не годится ни на какие поделки. Раньше, когда гиены были многочисленнее, крестьяне при случае истребляли их как вредителей. Иногда это случается и сейчас.
Трусливое и нахальное поведение гиены, поедание падали и неопрятность издавна нашли отражение в фольклоре. У большинства народов, знакомых с гиеной, она олицетворяет подлость, трусость, низкое коварство, часто — предательство, иногда глупость, жадность и обжорство. Много легенд и суеверий было связано с полосатой гиеной у древних греков. Так, они считали, что гиена способна менять пол. Само слово «гиена» — греческое.

### Охота на гиен

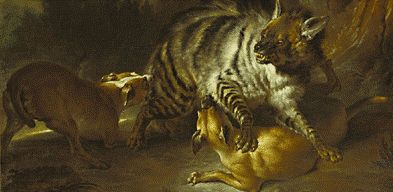
Гиена (Жан-Батист Удри, 1739).

Древнеегипетские крестьяне охотились на полосатых гиен по долгу службы и для развлечения вместе с другими животными, которые представляли угрозу для посевов и домашнего скота. Исторически алжирские охотники считали убийство полосатых гиен ниже своего достоинства из-за репутации этого животного как трусливого, таких же взглядов придерживались британские спортсмены в Индии. Хотя полосатые гиены способны быстро убить собаку одним укусом, при невозможности убежать они обычно симулируют смерть, оставаясь в таком состоянии в течение длительного времени, даже после сильного укуса. В некоторых редких случаях всадники сбивали гиен и пронзали их копьями. Хотя гиены, как правило, были недостаточно быстры, чтобы обогнать лошадей, у них была привычка сворачиваться и часто поворачиваться во время погони, что обеспечивало длительную погоню. Однако в целом на гиен охотились больше как на вредителей, чем как на спортивную добычу; их убийство повреждало черепа, шкуры и другие предметы, что сделало их непопулярными трофеями. В Советском Союзе охота на гиен специально не организовывалась. Большинство гиен было случайно поймано в ловушки, предназначенные для других животных. Некоторые охотники в южном Пенджабе, Кандагаре и Кветте ловят полосатых гиен, чтобы использовать их для травли с собаками. Гиен натравливают на специально обученных собак и связывают верёвками, чтобы при необходимости оттащить их от собак. В Кандагаре охотники, которых местные жители называют пайлох (голая нога), охотятся на полосатых гиен, входя в их берлоги обнажёнными с петлёй в руке. Когда гиена загнана в угол в конце своего логова, охотник бормочет волшебную формулу «превратиться в пыль, превратиться в камень», которая заставляет животное войти в гипнотическое состояние полного подчинения, и в этот момент охотник может набросить петлю над его передними лапами и, наконец, вытащить его из пещеры. Подобный метод когда-то практиковали месопотамские арабские охотники, которые заходили в логово гиен и «льстили» животному, которое, по их мнению, понимало арабский язык. Охотник шептал: «Ты очень милый и красивый и совсем как лев, ты действительно лев». Затем гиена позволяла охотнику надеть петлю на её шею и не оказывала сопротивления, когда её вытаскивали из логова.
Мех грубый и редкий, а несколько шкур, продаваемых охотниками, часто продаются как некачественный собачий или волчий мех. Однако шкуры гиен когда-то использовались для изготовления замшевой кожи. Цена продажи шкур гиены в СССР колебалась от 45 копеек до 1,8 рублей.

## Галерея

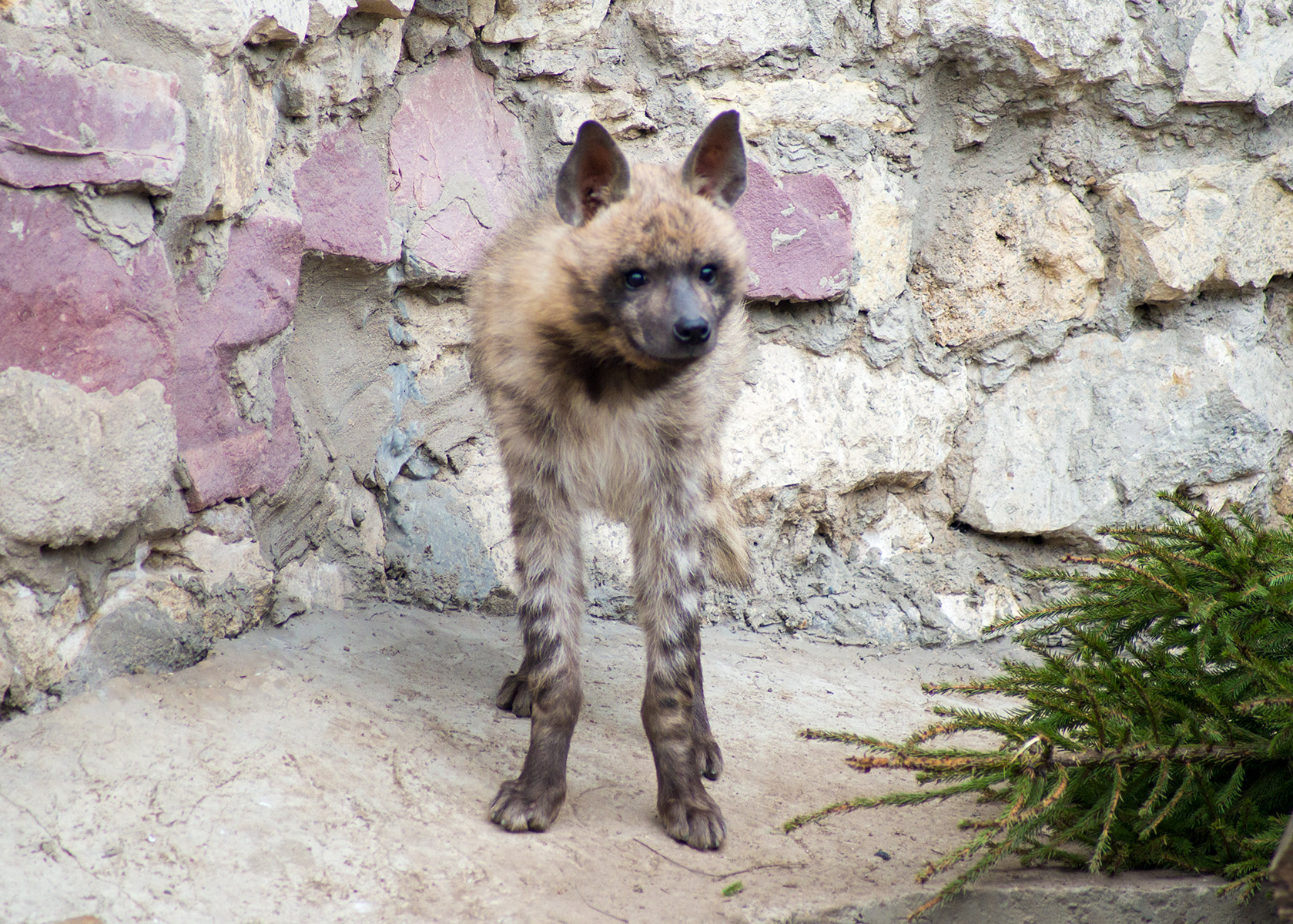
Полосатая гиена в Московском зоопарке
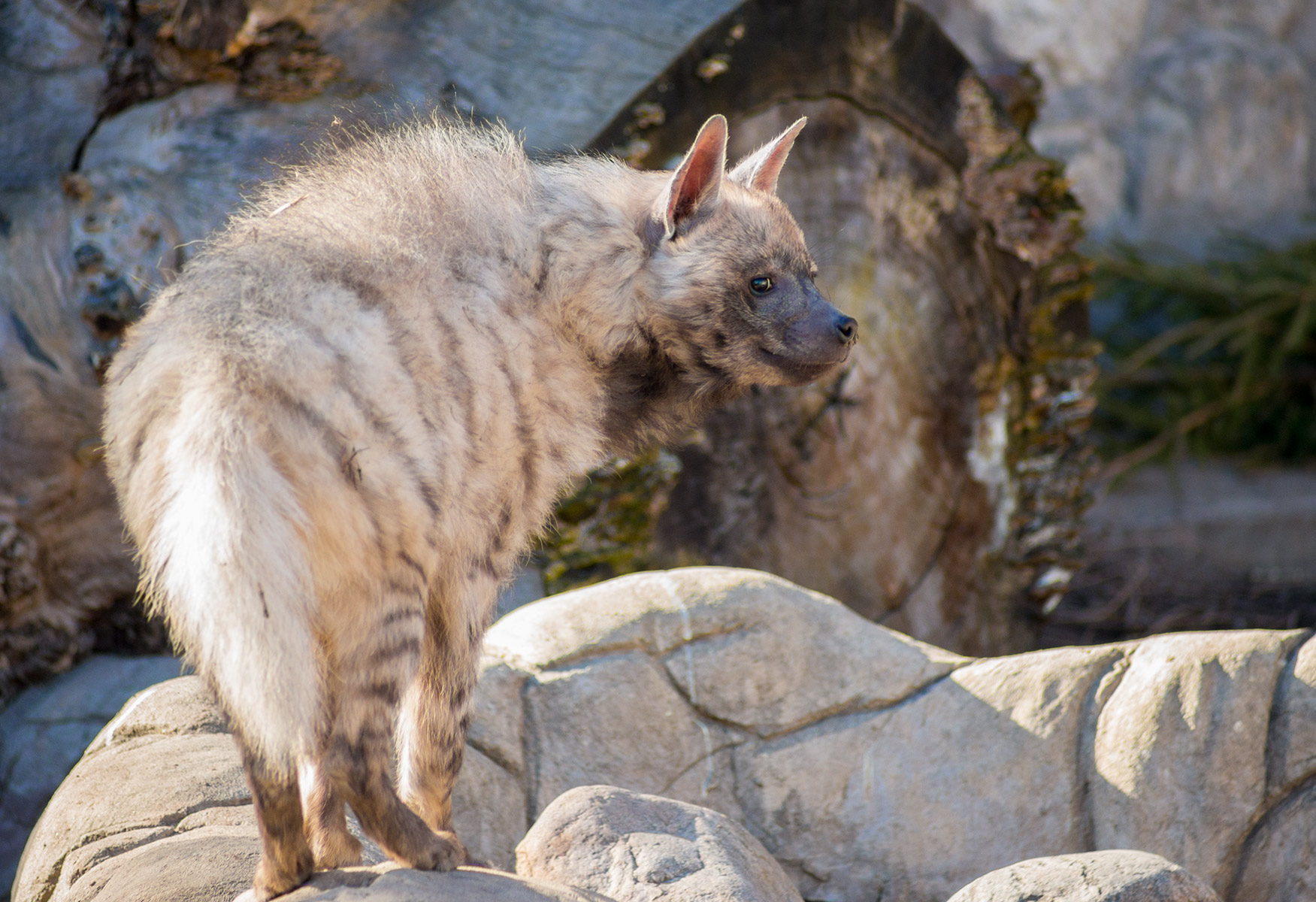
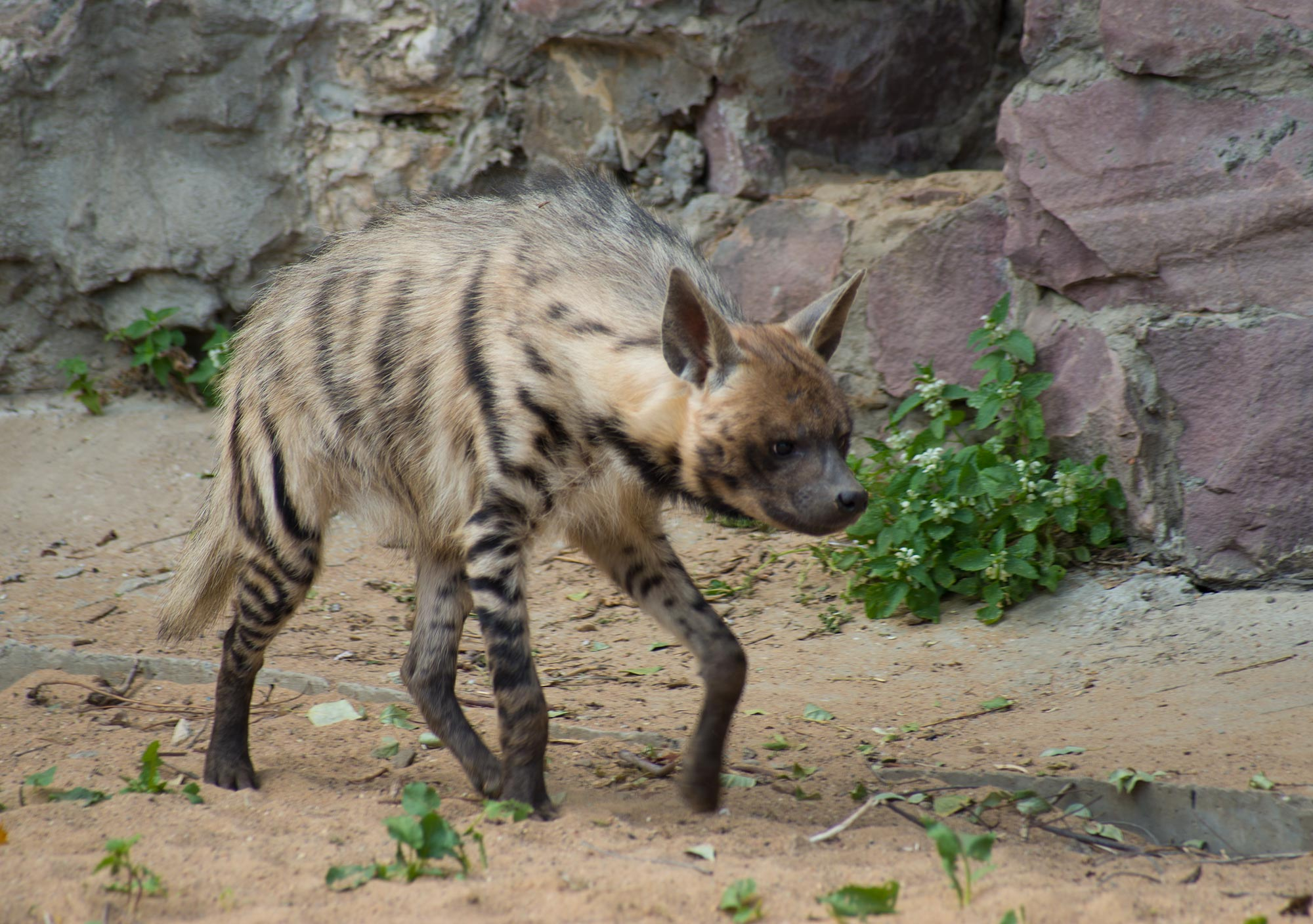